# Santiago Rodríguez Taverna
Santiago Fa Rodríguez Taverna (* 16. Juli 1999 in Buenos Aires) ist ein argentinischer Tennisspieler.

## Karriere
Im Jahr 2015 konnte Rodríguez Taverna sich erstmals in den Top 1000 der Weltrangliste platzieren. Im Doppel schaffte er zudem seinen ersten Titel auf der ITF Future Tour, auf der er fast ausschließlich spielte, zu gewinnen. 2017 und 2018 kam im Doppel je ein Titel hinzu; im Einzel gewann er bis 2020 ebenfalls drei Titel.
2021 konnte der Argentinier einen kleinen Durchbruch feiern. Mit zwei Titeln im Einzel und 4 weiteren im Doppel machte er einen Schritt in der Rangliste nach vorn, sodass er auch häufiger bei Turnieren der ATP Challenger Tour in Erscheinung trat. Seinen ersten Sieg konnte er im Einzel in Braga einfahren. Bis Ende des Jahres erreichte er in Campinas und Montevideo sogar seine ersten zwei Viertelfinals auf diesem Niveau. Hierbei besiegte er mit Jaume Munar zudem einen Top-100-Spieler. Im Doppel stand er in Buenos Aires sogar im Finale. Anfang 2022 schaffte der Argentinier in Tigre den nächsten Meilenstein, indem er die Einzelkonkurrenz gewinnen konnte. Gleich in der Folgewoche wurde er in Concepción erst im Finale vom Kolumbianer Daniel Elahi Galán von einem weiteren Titel abgehalten. In der Rangliste stieg er so bis auf Platz 223, im Doppel steht er mit Platz 290 ebenfalls auf seinem Karrierehoch.

## Erfolge
| Legende (Anzahl der Siege) |
| Grand Slam                 |
| ATP Finals                 |
| ATP Tour Masters 1000      |
| ATP Tour 500               |
| ATP Tour 250               |
| ATP Challenger Tour (7)    |

### Einzel

#### Turniersiege
| Nr. | Datum          | Turnier      | Belag | Finalgegner               | Ergebnis       |
| --- | -------------- | ------------ | ----- | ------------------------- | -------------- |
| 1.  | 9. Januar 2022 | Tigre        | Sand  | Facundo Díaz Acosta       | 6:4, 6:2       |
| 2.  | 4. Mai 2025    | Porto Alegre | Sand  | Nikolás Sánchez Izquierdo | 4:6, 6:4, 7:66 |

### Doppel

#### Turniersiege
| Nr. | Datum              | Turnier     | Belag | Partner                | Finalgegner                         | Ergebnis          |
| --- | ------------------ | ----------- | ----- | ---------------------- | ----------------------------------- | ----------------- |
| 1.  | 24. September 2022 | Villa María | Sand  | Hernán Casanova        | Facundo Juárez Ignacio Monzón       | 6:4, 6:3          |
| 2.  | 22. Oktober 2022   | Ambato      | Sand  | Thiago Agustín Tirante | Benjamin Lock Courtney John Lock    | 7:611, 6:3        |
| 3.  | 5. August 2023     | Lüdenscheid | Sand  | Luca Margaroli         | Jakob Schnaitter Kai Wehnelt        | 7:64, 6:4         |
| 4.  | 21. Oktober 2023   | Santa Fe    | Sand  | Luca Margaroli         | Franco Agamenone Mariano Kestelboim | 7:62, 6:4         |
| 5.  | 5. Juli 2025       | Brașov      | Sand  | Wladyslaw Orlow        | Alexandru Jecan Bogdan Pavel        | 4:6, 7:65, [10:7] |